# Académie Colarossi
Ne doit pas être confondu avec Académie de la Grande Chaumière.
L'Académie Colarossi, appelée à tort « Académie de la Grande Chaumière », est une école d'art parisienne, fondée en 1870, par le sculpteur italien Filippo Colarossi au no 10 rue de la Grande-Chaumière,. Elle ferme dans les années 1930.

## Historique
Lorsque Charles-Alexandre Suisse (1813-1871), prend sa retraite, Filippo Colarossi rachète son « Académie Suisse-Cabressol », fondée, en 1815, par Martin-François Suisse, comme académie de nu et la rebaptise tout d'abord « Académie de la Rose ». Elle est alors située sur l'île de la Cité, à l'angle du quai des Orfèvres et du boulevard du Palais. En 1881, elle est transférée au no 10 rue de la Grande-Chaumière, à Montparnasse, dans le quartier Notre-Dame-des-Champs du 6e arrondissement. L'Académie gère également un second  atelier au 43 avenue Victor-Hugo, dans le 16e arrondissement. À la fois école privée et atelier libre, elle constitue une alternative à l'institution de l'École des beaux-arts de Paris, devenue trop conservatrice aux yeux de nombreux artistes,.
Tout comme l'Académie Julian, l'Académie Colarossi est mixte et autorise les étudiantes à peindre d'après des modèles masculins nus. Parmi les femmes les plus connues qui fréquentent l'académie, on peut citer Louise Hervieu, Jeanne Hébuterne et Camille Claudel. Réputée également pour ses cours de sculpture d'après modèle, l'établissement attire nombre d'élèves étrangers, notamment américains, scandinaves et canadiens. En 1907, l'académie nomme sa première femme professeure, l'artiste néo-zélandaise Frances Hodgkins, confirmant ainsi son esprit progressiste.
L'école ferme dans les années 1930. Peu auparavant, Madame Colarossi avait brûlé les archives de l'institution, en guise de représailles contre les infidélités de son époux,.

## Élèves de l'académie Colarossi
| Artistes classés selon leur pays d'origine | Artistes classés selon leur pays d'origine | Artistes classés selon leur pays d'origine |
| ------------------------------------------ | ------------------------------------------ | --- |
|                                            | Allemagne                                  | Karl Albert Buehr - Joseph Enseling - George Grosz - Hans Hofmann - Paula Modersohn-Becker |
|                                            | Autriche                                   | Zofia Albinowska-Minkiewiczowa - Aloys Wach |
|                                            | Australie                                  | Agnes Goodsir |
| Bulgarie                                   | Bulgarie                                   | Jules Pascin |
| Canada                                     | Canada                                     | Octave Bélanger - Frederic Marlett Bell-Smith - Emily Carr - William Henry Clapp - Ralston Crawford - Rodolphe Duguay - Georges-Henry Duquet - Joseph-Charles Franchère - Prudence Heward - Yvonne Housser - Francesco Iacurto - Ulric Lamarche - Edmond LeMoine - Donald Cameron Mackay - Antonio Masselotte - Yvonne McKague Housser - Alice Nolin - George Loftus Noyes - Maurice Prendergast - George Agnew Reid - Boardman Robinson - Joseph Saint-Charles - Marc-Aurèle de Foy Suzor-Coté - Sydney Strickland Tully                                                                                          |
| Colombie                                   | Colombie                                   | Adolfo Samper |
| Cuba                                       | Cuba                                       | Juan Emilio Hernandez Giro |
|                                            | Chine                                      | Georgette Chen Liying |
|                                            | Danemark                                   | Emilie Mundt - Marie Luplau - Hakon Mielche |
| Espagne                                    | Espagne                                    | Hermen Anglada Camarasa - Joaquín Peinado |
|                                            | Estonie                                    | Adamson-Eric - Konrad Mägi - Nikolai Triik - Eduard Wiiralt - Karl Pärsimägi |
| États-Unis d'Amérique                      | États-Unis                                 | Karl James Anderson, Lucy Bacon - Cecilia Beaux - Charles Bittinger - Romaine Brooks - Clara Miller Burd - George Conlon - Edward Cucuel - Rinaldo Cuneo - Charles Demuth - Florence Esté - Eyre de Lanux - Lyonel Feininger - John Bond Francisco - Meta Vaux Warrick Fuller - Frederic Milton Grant - Marion Greenwood - Clarence Hinkle - Elizabeth Orton Jones - Walt Kuhn - Isamu Noguchi - Lilla Cabot Perry - Stanton Macdonald-Wright - Elenore Plaisted Abbott - Gordon Samstag - Alice Schille - Helena Sturtevant - Challis Walker - John Whorf - Charles Morris Young - Mahonri Young - Federico Cantú |
|                                            | Finlande                                   | Väinö Blomstedt - Elin Danielson-Gambogi - Johannes Haapasalo - Pekka Halonen - Helene Schjerfbeck - Ellen Thesleff - Otto Mäkilä - Hilda Flodin |
|                                            | France                                     | Roger Aliquot - Paul Baudier - Hélène de Beauvoir - Marcel Chassard - Camille Claudel - Jean Dreyfus-Stern, André Dunoyer de Segonzac - Georges d’Espagnat - Maurice Estève - Fabien Fabiano - Charles Filiger - Paul Gauguin - Roberta González - Marcel Gromaire - André Guinebert - Jeanne Hébuterne - Jean Lurçat - Bernard Naudin - Charles Peccatte - René Rimbert - Joseph Rossi - Émile Schuffenecker - Léopold Survage - Edmond Tapissier - Georges Visat - Renaud de Vézins |
|                                            | Grèce                                      | Alékos Kondópoulos - Christos Capralos |
|                                            | Hongrie                                    | Émile Lahner - István Burchard-Bélaváry |
|                                            | Irlande                                    | Eileen Gray - Georgina Moutray Kyle |
|                                            | Italie                                     | Romaine Brooks - Amedeo Modigliani |
|                                            | Japon                                      | Seiki Kuroda - Henry Sugimoto- Keiichirô Kume - Key SATO |
|                                            | Liban                                      | Gibran Khalil Gibran |
|                                            | Lituanie                                   | Aaron Harry Gorson - Jacques Lipchitz |
|                                            | Norvège                                    | Nikolaï Astrup - Olaf Gulbransson - Jean Heiberg - Anund Hovde - Wilhelm Rasmussen - Knut Skinnarland - Aage Storstein - Jens Munthe Svendsen - Gunnar Utsond - Ingebrigt Vik - Gustav Wentzel |
|                                            | Nouvelle-Zélande                           | Sydney Lough Thompson |
|                                            | Pologne                                    | Max Kalish - Alfons Karpiński - Zygmunt Landau - Józef Mehoffer - Mela Muter - Włodzimierz Tetmajer - Max Weber - Stanisław Wyspiański - Eugène Zak |
|                                            | République tchèque                         | František Bílek - Josef Čapek - Otokar Lebeda - Alfons Mucha |
|                                            | Roumanie                                   | Reuven Rubin |
|                                            | Royaume-Uni                                | Lamorna Birch - John Duncan Fergusson - Mina Loy - Laura Muntz Lyall - Cedric Morris - Samuel Peploe - Dod Procter - Robert William Service - Robert J. Wickenden |
|                                            | Russie                                     | Gleb Derujinsky - Alexander Golovin - Anna Golubkina - Élisabeth Krouglikoff - Eugène Lanceray - Konstantin Somov - Kouzma Petrov-Vodkine |
|                                            | Suède                                      | Julia Beck - Eva Bonnier - Siri Derkert - Carl Eldh - Eva Löwstädt-Åström - Olga Milles - Arvid Nyholm - Jenny Nyström - Helmer Osslund - Hanna Pauli - Ninnan Santesson - Ida Thoresen - Gustaf Theodor Wallén |
|                                            | Suisse                                     | Albert Anker - Ida Baumann - Otto Baumberger - Max Burgmeier - Marguerite Burnat-Provins - Augusto Giacometti - Fritz Glarner - Werner Hartmann - Karl Itschner - Claude Loewer - Rudolf Maeglin - Oswald Pilloud -Sigismund Righini - Paul-Théophile Robert - William Röthlisberger - Werner Schaad - Louis Soutter - Max Uehlinger - Heini Waser - Hugo Weber - Albert-Edgar Yersin |
|                                            | Turquie                                    | Zühtü Müridoğlu |
|                                            | Uruguay                                    | Juan José Calandria |

## Enseignants à l'académie Colarossi
| Artistes classés selon leur pays d'origine | Artistes classés selon leur pays d'origine | Artistes classés selon leur pays d'origine |
| ------------------------------------------ | ------------------------------------------ | --- |
| États-Unis d'Amérique                      | États-Unis                                 | Thomas Alexander Harrison - Richard Edward Miller |
|                                            | France                                     | Joseph Blanc - Jean Boucher - Bernard Cathelin - Raphaël Collin - Gustave Courtois - Pascal Dagnan-Bouveret - Edmond Louis Dupain - Marcel Gimond - Jean-Antoine Injalbert - Henri Morisset - Bernard Naudin - Jean-André Rixens - Charles Picart le Doux |
|                                            | Norvège                                    | Christian Krohg |
|                                            | Nouvelle-Zélande                           | Frances Hodgkins |
|                                            | Pologne                                    | Olga Boznańska |